# Wolfgang Güllich

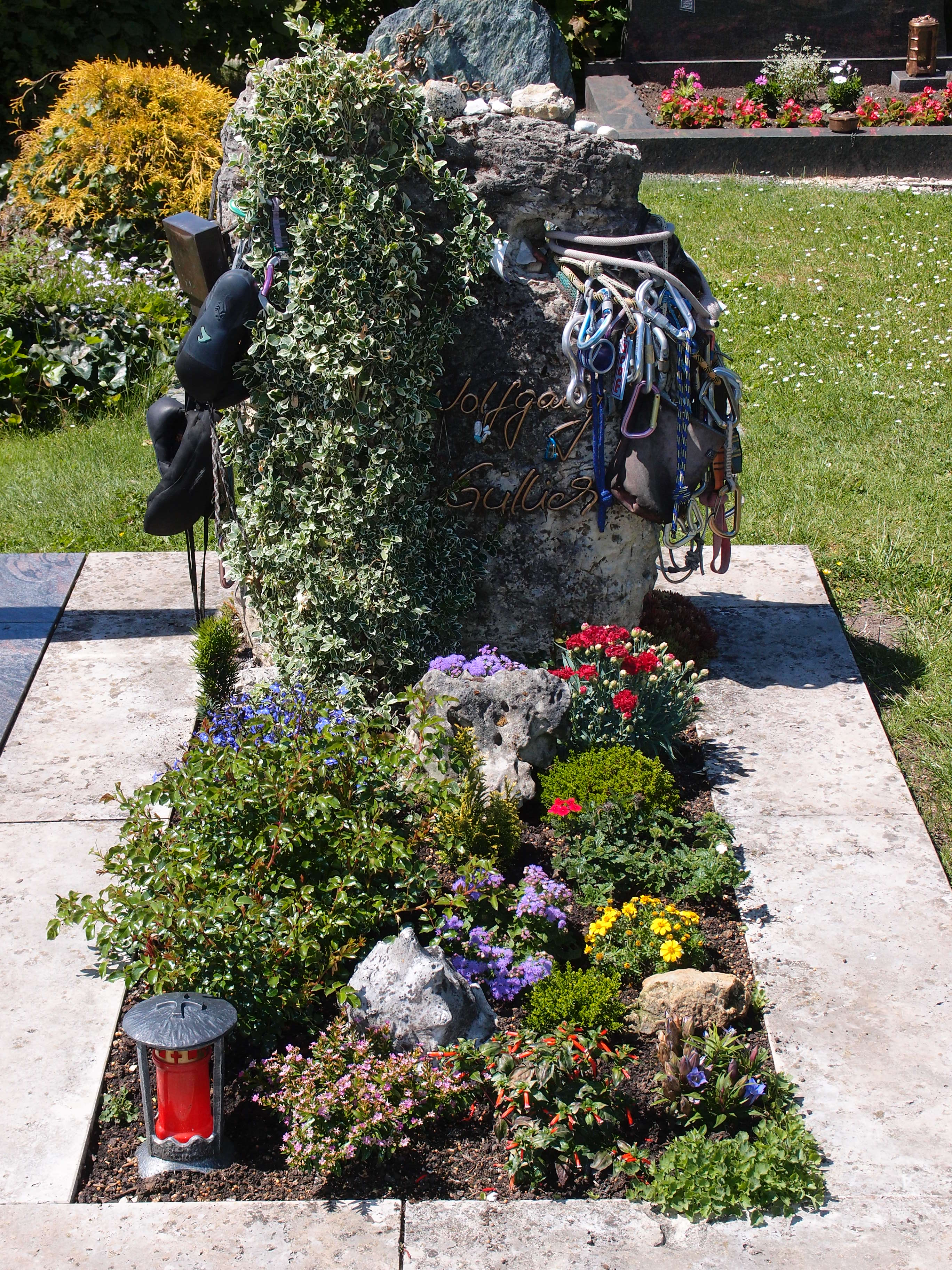
Grobowiec Wolfganga Güllicha

Wolfgang Güllich (ur. 24 października 1960 w Ludwigshafen am Rhein, zm. 31 sierpnia 1992 w Ingolstadt) – niemiecki wspinacz, autor dróg wspinaczkowych, klasyfikowanych przez wiele lat jako najtrudniejsze na świecie, twórca zasad nowoczesnego treningu we wspinaczce sportowej.
Jako nastolatek wspinał się w piaskowcowych regionach rodzinnego Palatynatu. Szybko dał się poznać jako wielki talent; w wieku 16 lat dokonał pierwszego przejścia klasycznego drogi 'Jubiläumsriss' o wycenie VII- w skali UIAA. Podczas pierwszego wyjazdu do doliny Yosemite, amerykańskiej kolebki wspinaczki wielkościanowej, dokonał wielu znaczących powtórzeń, w tym pierwszego powtórzenia drogi Grand Illusion, 5.13b/c. Jego ulubionym rejonem szybko stała się Frankenjura, gdzie ostatecznie zamieszkał i dokonywał kolejnych przełomów w światowym wspinaniu sportowym – wytyczał i prowadził drogi, których poziom trudności, mierzony w skali francuskiej wyprzedził jego epokę o cztery stopnie trudności. Kolejne najtrudniejsze drogi w jego karierze to:
- Kanal im Rücken, X- / 8b (1984)
- Punks in the Gym, X / 8b+ (1985)(Mt Arapiles, Australia)
- Amadeus Schwarzenegger, X- / 8b (1986)
- Wallstreet, XI- / 8c (1987)
- Action Directe, XI / 9a (1991) (wciąż uważana za jedną z kilku najtrudniejszych dróg wspinaczkowych na świecie).

Güllich opracował i wdrożył zasady nowoczesnego treningu sportowego we wspinaczce; regularnie używał zbudowanej przez siebie ścianki wspinaczkowej, był też pionierem ćwiczeń na kampusie, którego używał w celu wzmocnienia palców pod kątem przejścia Action Directe.
Wspinał się również w górach – wytyczył m.in. Eternal Flame (IX- A2) w Karakorum oraz Riders on the Storm (IX A3) w Patagonii. Powaga i trudności tych dróg dorównywały wielkości jego osiągnięć we wspinaczce sportowej.
W wyniku upadku na drodze Master's Edge w brytyjskim Peak District
doznał urazu kręgosłupa; w trakcie rekonwalescencji przeszedł bez asekuracji drogę Separate reality (1986 r.) w Yosemite biegnącą rysą w dachu.
Był też dublerem Sylwestra Stallone w filmie Na krawędzi.
Zginął w wyniku wypadku samochodowego 29 sierpnia 1992 r. na autostradzie pomiędzy Monachium a Norymbergą, zostawiając poślubioną rok wcześniej żonę Annette.
Jego grób na cmentarzu w Obertrubach udekorowany jest elementami nawiązującymi do wspinaczki, są na nim haki, woreczek z magnezją i zostawione przez przyjaciół ekspresy. Dla wielu młodych wspinaczy jest nadal wzorem do naśladowania.